# Pastinaca divaricata
Pastinaca divaricata är en flockblommig växtart som beskrevs av René Louiche Desfontaines. Pastinaca divaricata ingår i släktet palsternackor, och familjen flockblommiga växter. Inga underarter finns listade i Catalogue of Life.